# Benson Kipruto
Benson Kipruto, född 17 mars 1991, är en kenyansk friidrottare som tävlar i fokuserar på maratonlöpning.

## Karriär
Kipruto har vunnit flera så kallade majortävlingar i maraton. 2021 vann han Boston Marathon, 2022 vann han Chicago Marathon och 2024 vann han Tokyo Marathon. Han är uttagen att tävla vid OS 2024 där han tog brons på maraton.